# Lipiny (Zwoleń)
Pour les articles homonymes, voir Lipiny.
Lipiny (prononciation : [liˈpinɨ]) est un village polonais de la gmina de Przyłęk dans le powiat de Zwoleń de la voïvodie de Mazovie dans le centre-est de la Pologne.
Il se situe à environ 3 kilomètres au sud-ouest de Przyłęk (siège de la gmina), 12 kilomètres au sud-est de Zwoleń (siège du powiat) et 113 kilomètres au sud-est de Varsovie (capitale de la Pologne).

## Histoire
De 1975 à 1998, le village appartenait administrativement à la voïvodie de Radom.